# José Regidor Sanguino
José Regidor Sanguino fue militar. Cabo de la Guardia Civil, murió en un enfrentamiento con los huelguistas durante los llamados sucesos de Gilena.

## Muerte
Durante una huelga de jornaleros en la localidad de Gilena, el 9 de octubre de 1931, varios miembros de un piquete fueron detenidos por la Guardia Civil al intentar coaccionar a un grupo de jornaleros que faenaban en el cortijo El Marqués. Al ser trasladados al cuartel, los detenidos agredieron y desarmaron a los guardias que los conducían. El cabo Regidor Sanguino recibió heridas con una aguja de coser esparto y tras perder el arma, recibió un disparo con su propio fusil. En la agresión también resultaron heridos por arma de fuego los guardias Julián Barbero y Ángel Contreras. Entre los huelguistas hubo cuatro muertos y varios heridos. 

## Reconocimientos
Por circular de 30 de marzo de 1932 de la Guardia Civil, el suceso fue declarado hecho de guerra. Por orden de 3 de marzo de 1933, el cabo José Regidor Sanguino fue ascendido al empleo de sargento.